# Enjoy CCCP
Enjoy CCCP è una raccolta del gruppo punk CCCP - Fedeli alla linea pubblicata nel 1994 da Virgin Dischi.

## Il disco
Il disco contiene, tra le altre cose, il brano Noia, già apparso nella precedente raccolta Ecco i miei gioielli, e i due brani del singolo con Amanda Lear, Tomorrow e la versione di Inch'Allah - ça va interpretata dalla cantante, per la prima volta ristampati in CD.
Sulla copertina del disco il nome della band è scritto bianco in campo rosso a imitazione della grafica e dei caratteri del marchio della Coca-Cola.

## Tracce
Disco 1 - Danza
1. Mi ami?
2. Tomorrow (voulez-vous un rendez-vous) - con Amanda Lear
3. Le qualità della danza
4. Amandoti
5. Oh! Battagliero
6. Huligani dangereux
7. And the radio plays
8. Annarella
9. Guerra e pace
10. Inch'Allah - Ça va (con Amanda Lear)
11. Fedele alla lira
12. Depressione Caspica

Disco 2 - Militanza
1. Militanz
2. A ja ljublju SSSR (Gimn sovetskogo sojuza)
3. Conviene
4. Noia (live - Baveno 1989)
5. Emilia paranoica
6. Manifesto
7. Palestina (15/11/1988)
8. Madre
9. Valium Tavor Serenase
10. Spara Jurij
11. CCCP
12. Radio Kabul